# Puerto Ricaanse peso
De Puerto Ricaanse peso was een munteenheid die tussen 1812 en 1898 in Puerto Rico werd gebruikt.
Aanvankelijk was het verdeeld in acht reales die gelijkwaardig waren aan acht Spaanse reales. Tussen 1812 en 1819 werd de Puerto Ricaanse peso uitgegeven in de vorm van een bankbiljet.
Tot de jaren 1880 werden er vervolgens geen valuta meer uitgegeven specifiek voor gebruik in Puerto Rico. Op dat moment werd de Puerto Ricaanse peso verdeeld in honderd centavos, wat overeenkomt met vijf Spaanse peseta's.
De Puerto Ricaanse peso werd na de Amerikaanse invasie van 25 juli 1898 vervangen door de Amerikaanse dollar.